# Dracula radiosyndactyla
Dracula radiosyndactyla är en orkidéart som beskrevs av Carlyle August Luer. Dracula radiosyndactyla ingår i släktet Dracula och familjen orkidéer. Inga underarter finns listade i Catalogue of Life.